# Местаља
Стадион Местаља (шп. Estadio Mestalla) је стадион фудбалског клуба Валенсија. Капацитет му је 55.000 седећих места, а по величини је пети стадион у Шпанији. У 2009, Валенсија ће се преселити на Ноу Местаља, стадион који је тренутно у изградњи, а налази се у северозападном делу града. 
Прва утакмица на овом стадиону је одиграна 20. маја 1923. између Валенсије и градског ривала Левантеа. У почетку је стадион примао око 17.000 гледалаца, да би се убрзо затим проширио на 25.000 места због пораста популарности овог клуба. За време Шпанског грађанског рата стадион је био тешко оштећен. У то време служио је као концентрациони логор и складиште. Након завршетка рата Валенсија је освојила неколицину трофеја који су условили обнову стадиона. Педесетих година стадион је примао око 45.500 гледалаца. Први европски тим који је одиграо једну европску утакмицу на овом стадиону је био ФК Нотингем Форест. На овом стадиону су се одигравале утакмице Светског првенства 1982. и Олимпијских игра 1992. Стадион је у периоду од 1969. до 1994. носио име Луис Казанова.